# Augsburg-Domviertel
Das Domviertel ist ein Stadtteil von Augsburg und Teil des Planungsraumes Augsburg-Innenstadt. Er gilt als einer der ältesten Stadtteile der Großstadt und hat heute etwa 2.400 Einwohner.

## Geschichte
Das Augsburger Domviertel liegt in der Oberstadt im Planungsraum Augsburg-Innenstadt und bildet zusammen mit der Stadtmitte einen Stadtteil.

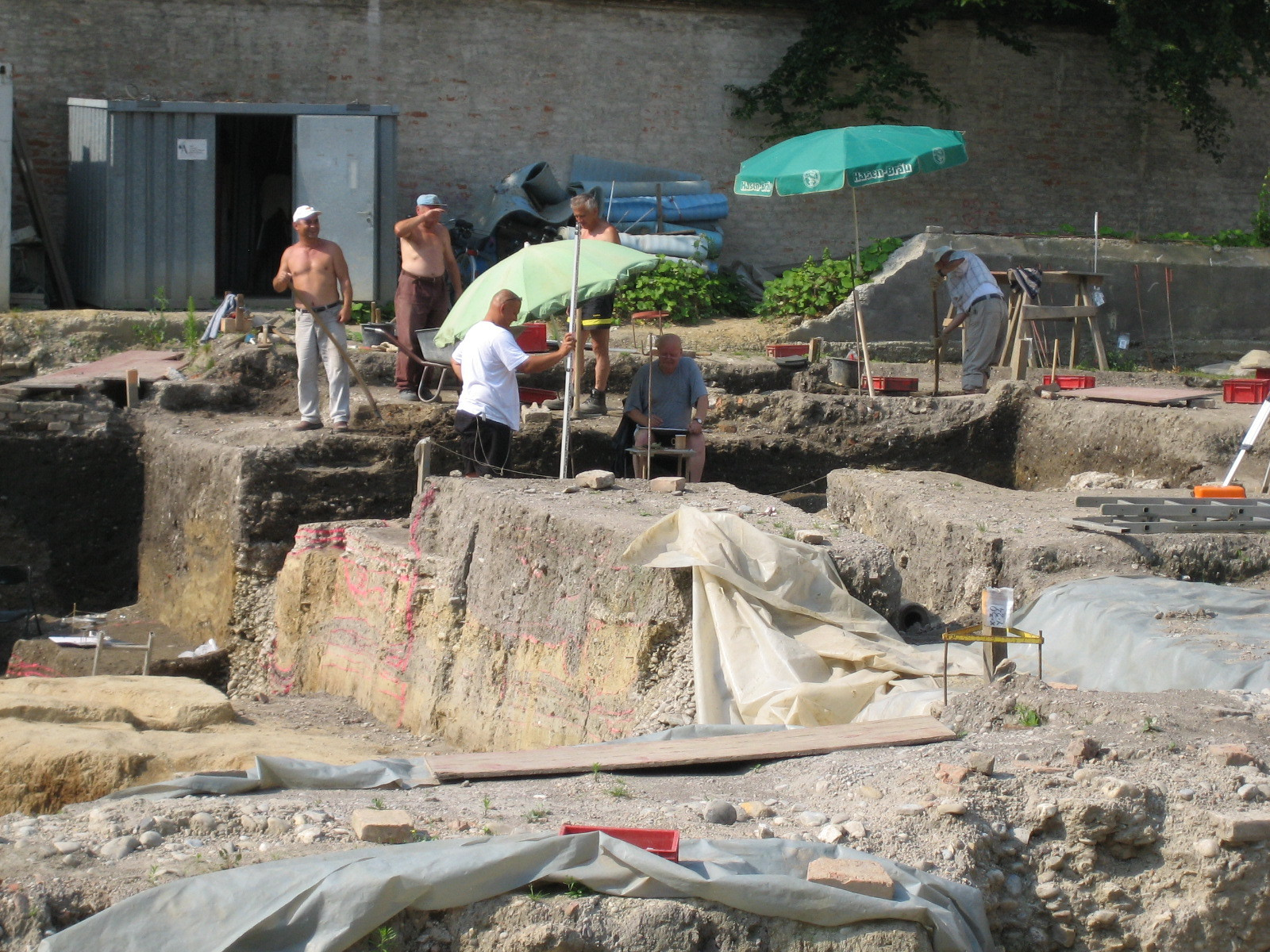
Stadtarchäologen bei Ausgrabungen

Die Besiedlung erfolgte in der Römerzeit und erlebte einen Aufschwung mit dem Bau des Augsburger Doms im Jahre 1000. Der Augsburger Bischofssitz war zu dieser Zeit einer der bedeutendsten in ganz Deutschland. Neben dem Hohen Dom entstand die Bischofsresidenz und ein von Kirchen geprägter Stadtteil.
Bereits damals war das Domviertel abgeschnitten vom Rest der Stadt, die Bischöfe scheuten den Kontakt mit den Bürgern: Sogar eine eigene Stadtmauer umfasste Teile der Bischofsstadt. Dadurch entstand ein Viertel, das noch heute von Kirchen, Klöstern, Bischofshäusern, intimen Gärten und engen Gassen geprägt ist.
Seine besondere Bedeutung lässt sich an den Namen der weltberühmten Persönlichkeiten ablesen, die sich hier zumindest zeitweise aufhielten und wirkten, wie Martin Luther, Goethe und Leopold Mozart.
Im Zweiten Weltkrieg wurden große Teile des Viertels durch die regelmäßigen Bombardierungen der Alliierten zerstört. Nicht alle Gebäude wurden originalgetreu wieder aufgebaut, weshalb sich hier auch Neubauten aus der Nachkriegszeit finden lassen.

## Das Domviertel heute

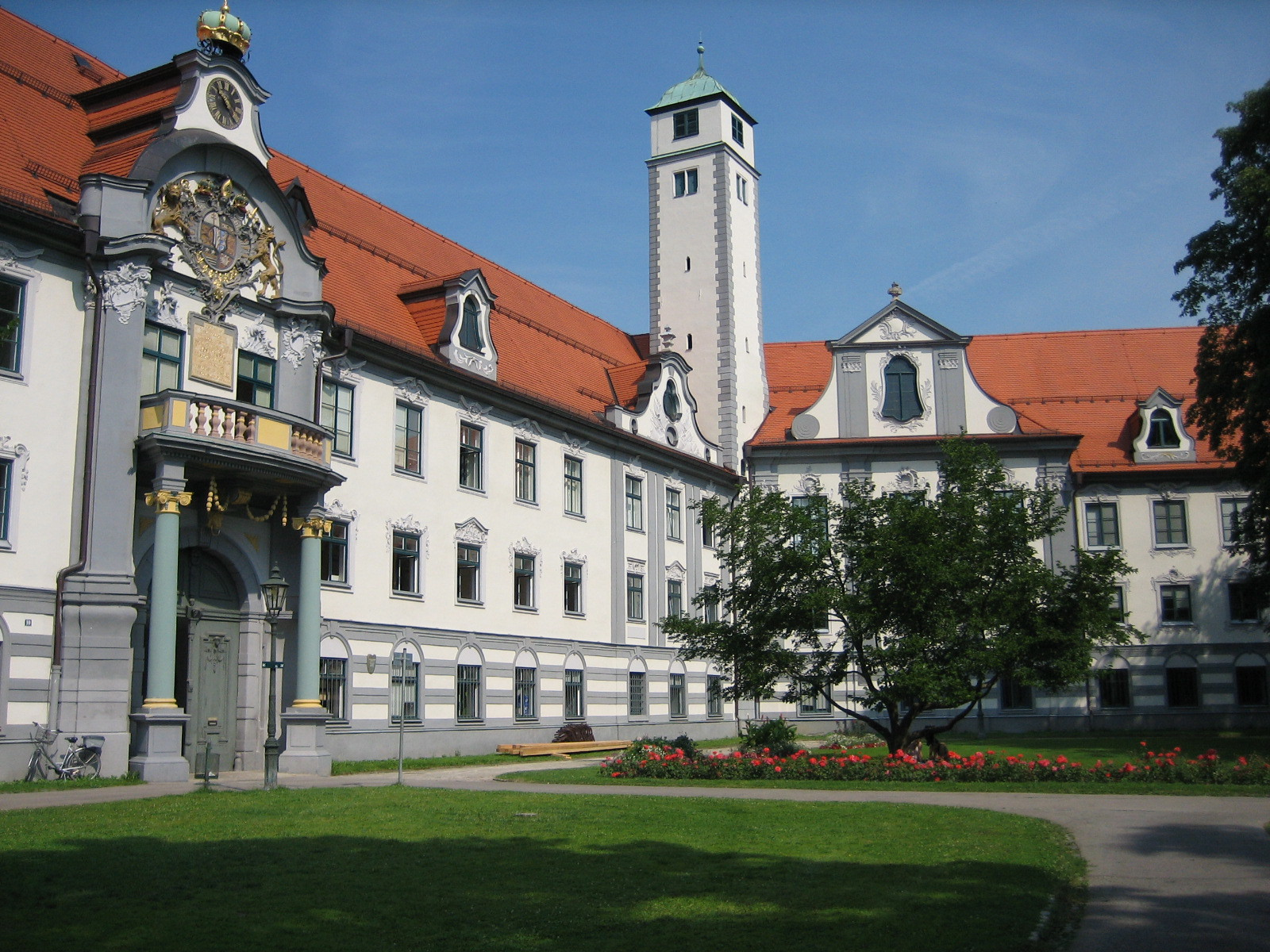
Im Fronhof

Das Domviertel ist wie schon zu Zeiten des Mittelalters sehr ruhig, was heutzutage einen starken Kontrast zur angrenzenden Stadtmitte herstellt, die von Einkaufspassagen, Veranstaltungen und Menschenmassen geprägt wird.
Den klaren Mittelpunkt des Viertels stellt der Augsburger Dom „Mariä Heimsuchung“ mit den zwei unübersehbaren Glockentürmen dar, der von der Bischöflichen Residenz umgeben in eine große Parkanlage (in der sich u. a. der Hofgarten befindet) eingebettet ist. Ansonsten dominieren die größtenteils kirchlichen Gebäude sowie vereinzelte alte Handwerkshäuser.
Diese Zusammensetzung der Gebäude lässt erahnen, warum im Domviertel – im Gegensatz zur Alt- und Innenstadt – kaum ein Nachtleben existiert. In den letzten Jahren hat sich im Viertel allerdings, bedingt durch die vielen Leerstände, an mehreren Orten im Viertel eine Kreativszene formiert.

## Mozartstadt Augsburg

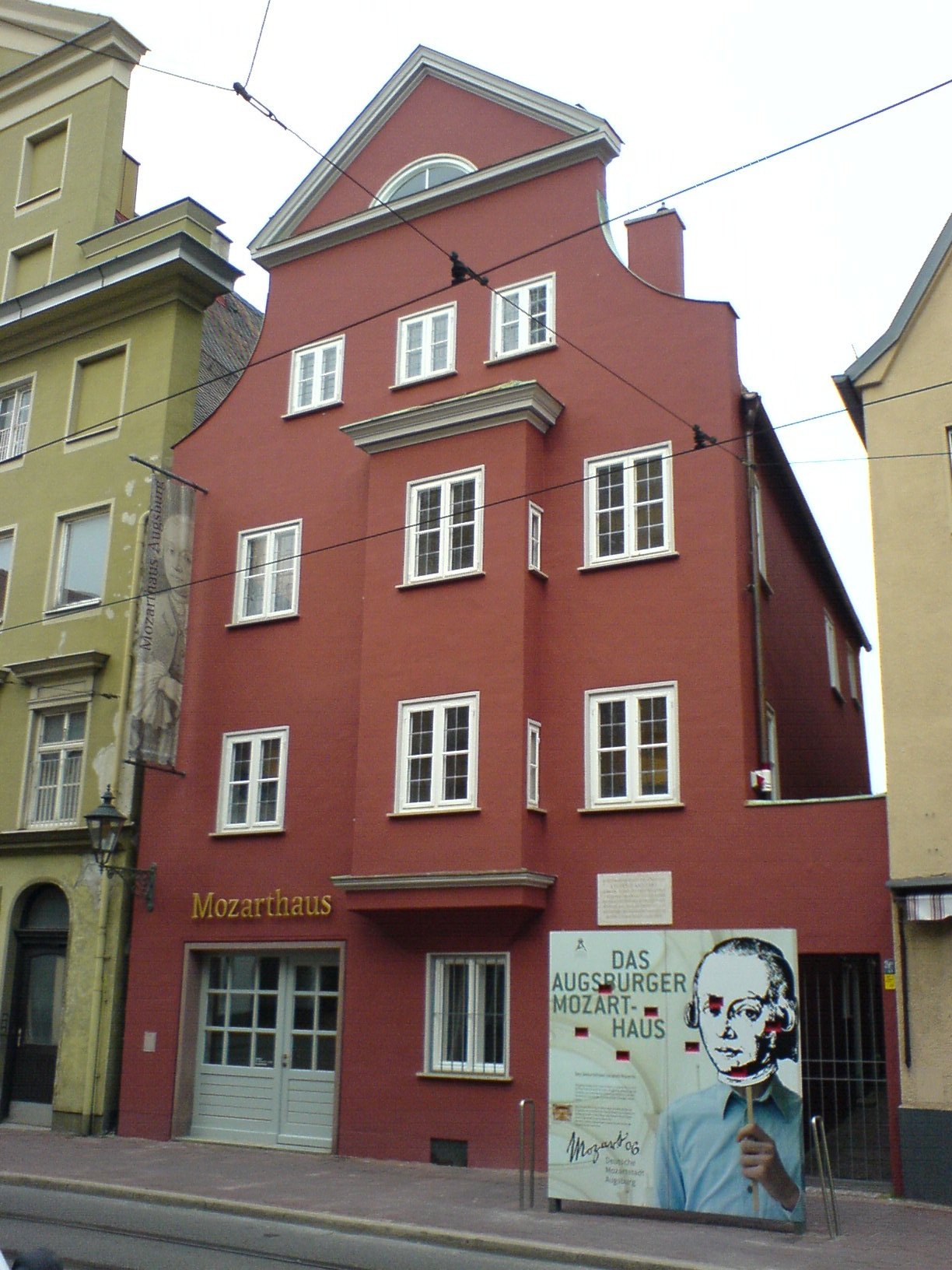
Mozarthaus

In der Frauentorstraße im Domviertel wurde der Komponist Leopold Mozart in einem Handwerkerhaus (heute als Mozarthaus bekannt) geboren, weshalb Augsburg neben Wien und Salzburg als die dritte Mozartstadt gilt. Diese Tatsache war vor allem im „Mozartjahr 2006“ von Bedeutung, das die Stadt in großem Maße zelebrierte.
Wolfgang Amadeus Mozart hatte enge Beziehungen zu der Stadt seines Vaters, und daran hatte seine in Augsburg geborene Cousine und Geliebte Marianne Mozart, das „Augsburger Bäsle“, einen nicht unerheblichen Anteil. Mozart war selbst mehrfach in Augsburg zu Gast und besuchte einige Verwandte.
Mittlerweile bietet die Stadt Augsburg umfangreiche Angebote zum Thema „Mozart in Augsburg“ an. So ist das Geburtshaus, Mozarthaus genannt, zum Museum umgestaltet worden. Auch einige andere Sehenswürdigkeiten liegen an den Mozartwegen.

## Sehenswürdigkeiten
- der Augsburger Dom
- die Fürstbischöfliche Residenz

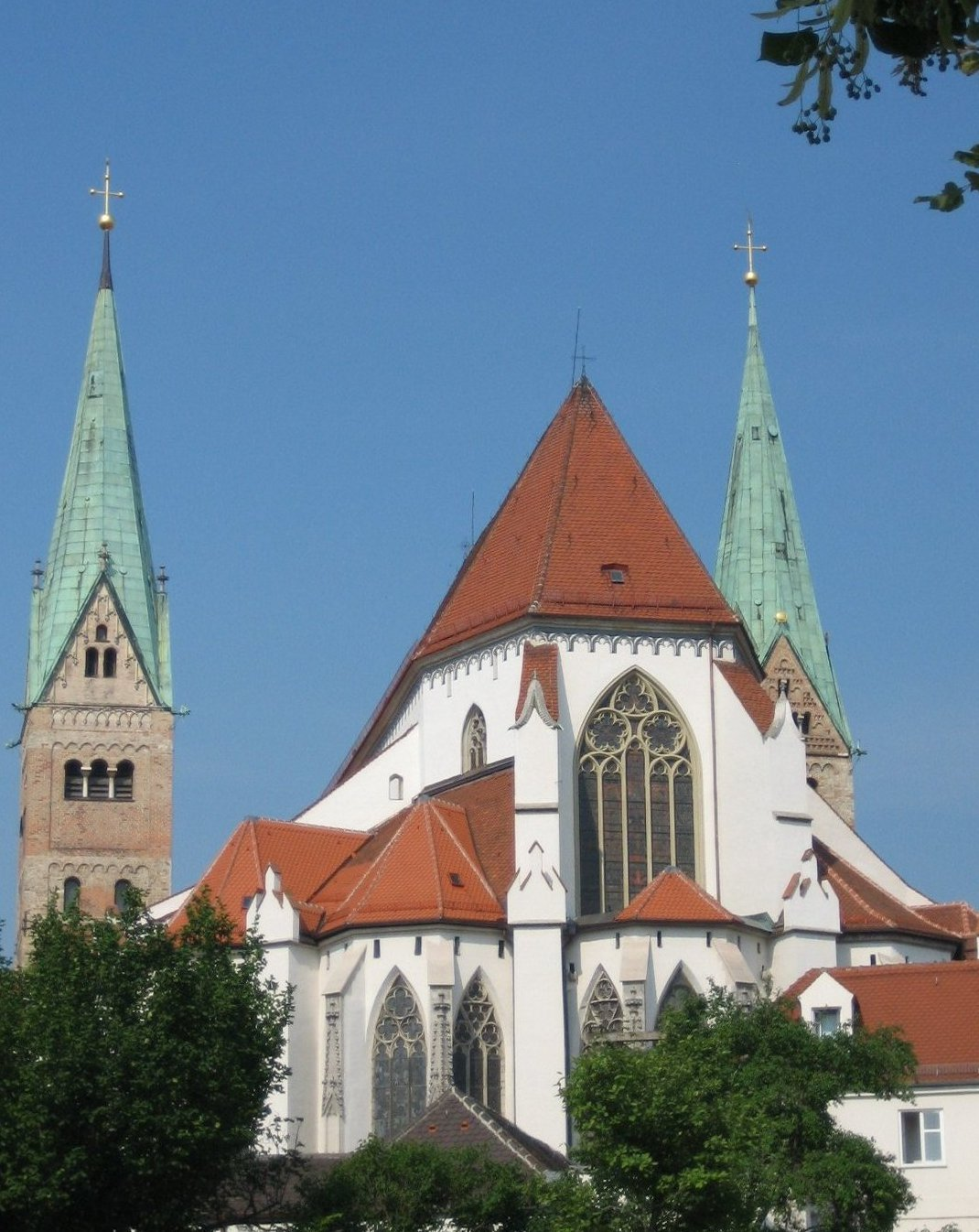
Ostchor des Doms

- das Fugger und Welser Erlebnismuseum
- der Hofgarten
- das Mozarthaus
- das Jesuitenkolleg mit dem Kleinen Goldenen Saal
- eine Reihe von Klöstern und Kirchen